# Ligue majeure masculine de water-polo
Pour l’article homonyme, voir Ligue majeure de water-polo féminin.
La Ligue majeure de water-polo (Water Polo Major League en anglais) est le principal championnat du Canada de water-polo masculin depuis 2009. Elle est organisée par Water Polo Canada pour les joueurs dans un objectif de formation aux compétitions internationales ; à ce titre, la Ligue majeure se distingue des Championnats canadiens des clubs organisés depuis 1907.

## Organisation
Une saison se déroule en deux phases. La « saison régulière » regroupe en équipes par division provinciale ou régionale : une pour les équipes de l'Ontario et une pour le Québec en 2009 et en 2011. Chaque équipe affronte à plusieurs reprises toutes les équipes de sa division, ainsi qu'une fois les équipes de l’autre division.
Le vainqueur de chaque division se qualifie pour les « séries finales » avec les deux meilleures équipes du classement général établi toutes divisions confondues. Les quatre équipes jouent une finale à quatre.
La compétition a pour objectif de faire participer des clubs de l’ensemble du Canada. L'organisation en division géographique permet d’intégrer le nombre variable de participants : en 2010, il y a deux divisions pour les clubs québécois et un club sans division qui participait à une place selon ses résultats contre les équipes des divisions établies.

## Palmarès
| Année | Champion            | Finaliste              |
| ----- | ------------------- | ---------------------- |
| 2009  | Roadrunners de CAMO | Devils de Dollard      |
| 2010  | Roadrunners de CAMO | Devils de Dollard      |
| 2011  | Mavericks de York   | Golden Jets de Toronto |